# ميخائيل سيرغاتشيف
ميخائيل سيرغاتشيف (مواليد 25 يونيو 1998) هو لاعب هوكي الجليد روسي يلعب في نادي تامبا باي لايتنينج.

## روابط خارجية
- ميخائيل سيرغاتشيف على موقع دوري الهوكي الوطني (الإنجليزية)
- ميخائيل سيرغاتشيف على موقع EliteProspects.com (الإنجليزية)
- ميخائيل سيرغاتشيف على موقع Eurohockey.com (الإنجليزية)
- ميخائيل سيرغاتشيف على موقع HockeyDB.com (الإنجليزية)
- ميخائيل سيرغاتشيف على موقع Hockey-Reference.com (الإنجليزية)